# Heinz Kühnle

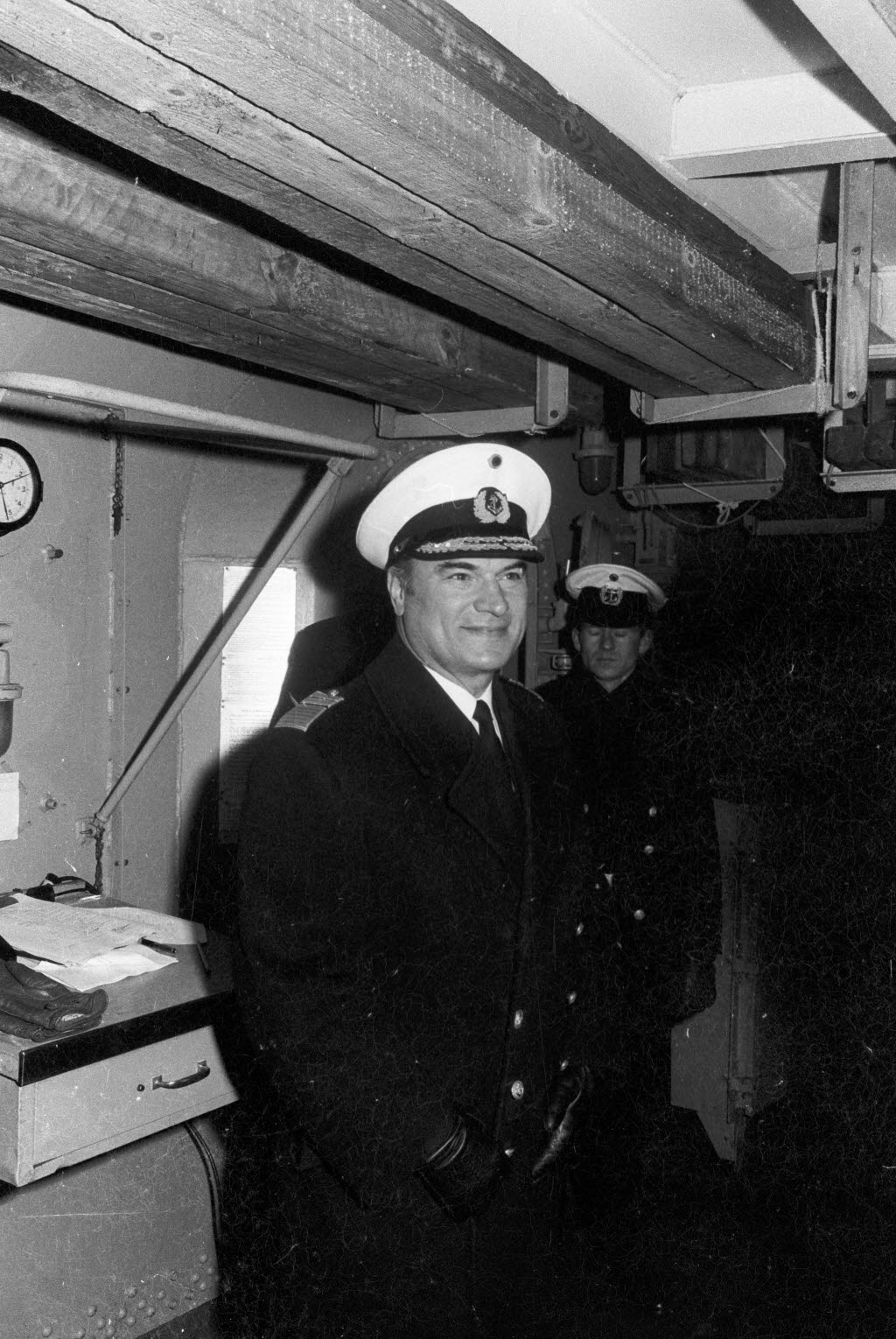
Heinz Kühnle (Foto: 1972)

Heinz (Heinrich Georg) Kühnle (* 16. Januar 1915 in Duisburg-Ruhrort; † 11. Oktober 2001 in Lübeck) war ein deutscher Marineoffizier, zuletzt Vizeadmiral der Bundesmarine sowie von 1971 bis 1975 Inspekteur der Marine.

## Leben und Wirken
Heinz war der Sohn des Schiffsinspektors Jakob Kühnle und dessen Ehefrau Gertrud Kühnle, geb. Hemscheidt. Später heiratete er Leni Stiller, mit der er drei Kinder hatte, darunter den Gynäkologen und Hochschullehrer Henning Kühnle.

### Reichsmarine
Kühnle trat am 8. April 1934 als Ingenieur-Offizier-Anwärter in den Dienst der Reichsmarine und erhielt bis Juni 1934 seine Infanterie-Grundausbildung bei der II. Schiffsstammdivision der Ostsee in Stralsund und ist anschließend auf der Marineschule Mürwik in Flensburg-Mürwik. Vom 27. September 1934 bis 26. Juni 1935 diente er bei seiner praktischen Bordausbildung auf dem als Schulschiff verwendeten Leichten Kreuzer Karlsruhe unter Führung von Kapitän zur See Günther Lütjens. Das Schiff unternahm seine vierte Auslandsreise bis 15. Juni 1935 nach Südamerika, Kap Hoorn, Mittelamerika, USA, Kanada und über den Panamakanal in die USA und anschließend nach Spanien.

### Kriegsmarine und Zweiter Weltkrieg
Nach seiner Ausbildungsfahrt wurde Kühnle wieder an der Marineschule Mürwik ausgebildet und nahm von März bis Juni 1936 an einem Lehrgang an der Marineschule Kiel-Wik teil. Im Juli 1936 diente er fünf Tage auf dem Artillerieschulschiff Brummer und zwei Tage auf dem Artillerieschulschiff Bremse; anschließend wieder auf der Marineschule Kiel-Wik.
Vom 21. September 1936 bis 1. April 1937 erfolgte eine weitere Bordausbildung, diesmal auf dem Panzerschiff Deutschland. Das Schiff befand sich dabei bei drei Einsätzen vor der Küste Spaniens, als hier der Spanische Bürgerkrieg tobte und Deutschland intervenierte. Nach Rückkehr der Deutschland wurde Kühnle am 1. April 1937 zum Leutnant zur See befördert und befand sich wieder bis Oktober 1937 auf der Marineschule Kiel-Wik und danach bis Januar 1938 auf der U-Boot-Schule. Von Januar 1938 bis zum Ausbruch des Zweiten Weltkriegs war er bei der U-Boot-Flottille Weddigen und ist ab 7. September 1938 der U-Boot-Stammkompanie Wilhelmshaven und ab Januar 1939 als Oberleutnant zur See der Kommandantur Wilhelmshaven zugeteilt. Ab Juni 1939 ist er für drei Monate bei der 2. Marine-Artillerie-Abteilung (MAA) und danach bis 6. Juli 1940 beim Stab Kraftfahrabteilung Wilhelmshaven. Am 7. Juli 1940 wurde er zum Batteriechef der neu aufgestellten Marine-Flak-Abteilung 803 (mot) ernannt. Die Einheit wurde nach Breda (Niederlande) und nach dem Westfeldzug im September 1940 weiter nach Brest (Frankreich) verlegt, wo Kühnle nach einem Jahr am 1. September 1941 zum Kapitänleutnant befördert wurde. Ab 15. Dezember 1941 diente er bei der 4. Marinekraftwageneinsatzabteilung unter Fregattenkapitän Heinrich Illert, die aus der 6. Marinekraftwageneinsatzabteilung entstand, und zum Küstenbefehlshaber Deutsche Bucht mit Sitz in Wilhelmshaven gehörte. Die Einheit wurde im August 1942 ins Baltikum verlegt und ab April 1943 an die Küsten des Schwarzen Meeres. Am 20. Juni 1943 dient Kühnle bis 30. Januar 1944 als Ausbildungsoffizier auf der Schlesien in der Ostsee. Von 31. Januar bis 31. März 1945 war er Fähnrichs-Offizier und Kompaniechef an der Marineschule Mürwik, danach auf der Heeres-Nachschub-Truppenschule Hannover und anschließend von 11. April bis Kriegsende am 8. Mai 1945 Stabsoffizier beim K-Regiment (mot.), das im Oktober 1944 aus Teilen der 3. und 5. Marinekraftwageneinsatzabteilung unter Fregattenkapitän Heinrich Illert aufgestellt wurde.

### Nachkriegszeit und Bundesmarine
Nach dem Ende des Zweiten Weltkriegs geriet Kühnle in britische Kriegsgefangenschaft, aus der er am 31. Januar 1946 entlassen wurde. Anschließend war er für sieben Monate als Technischer Kaufmann und Dolmetscher bei der Schiffswerft von Alfred Hagelstein in Lübeck-Travemünde beschäftigt. Anschließend wurde er bis zum 30. September 1947 Referent für Schiffbau bei der Landesregierung von Schleswig-Holstein. Ab April 1948 war er als Kaufmännischer Leiter und Prokurist bei der Stahl- und Tempergießerei und ehemaligen Gleiskettenherstellers Joachim Baumgart in Velbert-Tönisheide und 1949 Gesellschafter bei der Großhandels- und Exportfirma Conrad Müller & Co. in Lübeck.
Am 1. November 1956 trat Kühnle in die Bundesmarine ein und diente zunächst als Abteilungsleiter im Kommando der Marineausbildung in Kiel und wurde am 11. März 1957 zum Korvettenkapitän und am 29. Mai 1958 zum Fregattenkapitän befördert. Vom 4. November 1959 bis 31. Oktober 1960 war er Lehrgruppenkommandeur an der Marineschule Mürwik. Anschließend wurde Kühnle bis September 1964 Leiter der Spezialstabsabteilung Ausbildung im Zentralen Marinekommando, wo er am 23. Mai 1962 zum Kapitän zur See befördert wurde.
Im Oktober 1964 wurde Kühnle in den Führungsstab der Marine des Bundesministeriums der Verteidigung versetzt, hier Leiter der Unterabteilung III Organisation und 1965 zum Flottillenadmiral befördert. Am 1. Oktober 1969 wurde er als Konteradmiral Stellvertreter des Inspekteurs der Marine und Chef des Stabes Führungsstab der Marine. Am 1. Oktober 1971 wurde er unter Beförderung zum Vizeadmiral Inspekteur der Marine; er trat am 31. März 1975 von dieser Position in den Ruhestand.
Nach dem Tod Kühnles wurde seine Uniform 2001 als Exponat dem Förderverein Deutsches Schiffahrtsmuseum e. V. in Bremerhaven geschenkt.

## Auszeichnungen
- 1973: Legion of Merit (Degree of Commander)
- 1973: Großes Bundesverdienstkreuz
- 1973: Commandeur der Ehrenlegion
- 1974: Verdienstorden der Italienischen Republik (Großoffizierkreuz)
- 1974: Sankt-Olav-Orden (Komturkreuz mit Stern)